# Ogden Pleissner
Ogden Minton Pleissner (* 29. April 1905 in Brooklyn, New York; † 24. Oktober 1983 in London, England) war ein US-amerikanischer Landschaftsmaler, der sich während seines Dienstes im Zweiten Weltkrieg auf Kriegsdarstellungen spezialisierte.

## Leben
Ogden Pleissner wurde in eine kunstinteressierte Familie hineingeboren; sein Vater hatte eine starke Affinität zur Kunst, insbesondere zur Musik, seine Mutter war eine versierte Geigerin, die in Deutschland studiert hatte. Im Alter von elf Jahren erhielt er einen Malkasten, der sein Interesse an der Malerei weckte. Von 1922 bis 1926 studierte Ogden Pleissner an der Art Students League of New York bei Frank DuMond. Danach unterrichtete er am Pratt Institute. In den 1930er Jahren verbrachte er mehrere Sommer in Wyoming, wo er seine Leidenschaft für die Landschaft des Westens und das Fischen entwickelte.  
Während des Zweiten Weltkriegs diente Ogden Pleissner als Kriegskünstler der United States Air Force und war auf den Aleuten stationiert. Aufgrund des feuchten Klimas wechselte er von der Ölmalerei zum Aquarell, das schneller trocknete. 1942 wurde er Kriegsberichterstatter für das Life Magazine und dokumentierte die amerikanischen Kriegshandlungen in Europa. Nach dem Krieg reiste Ogden Pleissner weiter durch Europa und die USA und malte Stadtansichten, Landschaften und Sportmotive. Er war Direktor und Kurator der Tiffany Foundation. Pleissner starb 1983 in London, England. Das Pentagon besitzt eine Sammlung von Ogden Pleissner, die meisten seiner Werke befinden sich jedoch im Shelburne Museum.

## Werk
Ogden Pleissner war ein naturalistischer Maler, der für seine Landschaften und Kriegsszenen bekannt war. Seine Werke zeichnen sich durch einen meisterhaften Umgang mit Licht und Farbe aus und spiegeln seine Liebe zur Natur und zum Sport wider. Er malte Ansichten aus den USA, Europa und von den Bermudas und stellte häufig Jagd- und Fischereiszenen dar.
Seine Werke sind in zahlreichen renommierten Museen ausgestellt, darunter das Metropolitan Museum of Art, das Brooklyn Museum, das Los Angeles County Museum of Art und das Smithsonian American Art Museum.